# Chukuemeka Okeke Ifeagwu
Chukuemeka Okeke Ifeagwu  fue un diplomático nigeriano.
Educación: visitó la Dennis Memorial Grammar School en Onitsha, y el Pepperdine College en Los Ángeles, estudió en la Universidad del Sur de California, donde el  9 de junio de 1956 fue promovido como primero africano en los Estados Unidos al grado de Doctor en Administración pública (D.P.A.)
En 1957 fue oficial de distrito, Aba y se ingreso al servicio diplomática de Nigeria.
De 1960 a 1961 fue primer secretario en la  Misión Permanente ante la Sede de la Organización de las Naciones Unidas en Nueva York.
De 1962 a 1963 fue consejero y gerente de la División África, Asia y Oeste Europea del Ministerio de Asuntos Exteriores en Lagos.
El 04 de noviembre de 1963 fue designado embajador en Moscú donde celebró el 30 de mayo de 1967 en la Ulica Kachalova 13 la Independencia de Biafra.
El 28 de octubre de 1969 apareció como diplomatic consejero de Biafra en Irvine (California).